# Еліза Гаспарін
Еліза Гаспарін (ромш. Elisa Gasparin; нар. 2 грудня 1991, Самедан, Швейцарія) — швейцарська біатлоністка. Член збірної Швейцарії з біатлону. Дворазова призерка Чемпіонату Європи з біатлону 2012 в Осрбліє. Учасниця зимових Олімпійських ігор 2014 року в Сочі. Учасниця етапів кубку світу з біатлону.
Сестра швейцарських біатлоністок Селіни й Аїти Гаспарін.

## Статистика

### Кубок світу
У таблиці наведено статистику виступів біатлоніста в Кубку світу.
- Місця 1–3: кількість подіумів
- Чільна 10: кількість фінішів у першій десятці
- В очках: кількість виступів, на яких біатлоніст здобував очки
- Старти: кількість стартів
- Естафета: включно зі змішаною

| Місця                      | Індивід. | Спринт | Персьют | Мас-старт | Естафета | Разом |
| -------------------------- | -------- | ------ | ------- | --------- | -------- | ----- |
| 1                          |          |        |         |           |          |       |
| 2                          |          |        |         |           |          |       |
| 3                          |          |        |         |           |          |       |
| Чільна 10                  |          |        |         |           | 4        | 4     |
| В очках                    | 5        | 11     | 13      | 3         | 24       | 56    |
| Стартів                    | 12       | 38     | 18      | 3         | 24       | 95    |
| Станом на: 22 березня 2015 |          |        |         |           |          |       |